# Salto de Vieta
En teoría de números, el salto de Vieta, también conocido como inversión de raíz, es un método que se utiliza con frecuencia en la resolución de problemas donde se proporciona una relación entre dos enteros, junto con una condición que deben cumplir sus soluciones. En particular, puede utilizarse para generar nuevas soluciones de ecuaciones cuadráticas y de ecuaciones diofánticas a partir de soluciones conocidas. Existen múltiples variantes del salto de Vieta, todas ellas con el mismo tema común del descenso infinito: encontrar nuevas soluciones a una ecuación utilizando las relaciones de Cardano-Vieta.

## Historia
El salto de Vieta es un método clásico en la teoría de ecuaciones diofánticas y en la de formas cuadráticas binarias. Por ejemplo, se utilizó en el análisis del número de Markov en 1879, y en el artículo de Mills de 1953.
El método se hizo conocido al ser propuesto para la Olimpiada Internacional de Matemática en 1998, siendo considerado el problema más difícil del concurso:
Sean a y b enteros positivos tales que ab + 1 divide a a2 + b2. Demuéstrese que {\displaystyle {\frac {a^{2}+b^{2}}{ab+1}}} es el cuadrado de un entero.
El matemático Arthur Engel escribió lo siguiente sobre la dificultad del problema:
 Ninguno de los seis miembros del comité australiano de problemas pudo resolverlo. Dos de ellos eran el matrimonio formado por George y Esther Szekeres, ambos famosos solucionadores y creadores de problemas. Al tratarse de un problema de teoría de números, se envió a los cuatro teóricos de números australianos más reconocidos. Se les pidió que trabajaran en él durante seis horas. Ninguno logró resolverlo en ese tiempo. El comité de problemas lo presentó al jurado de la XXIX OMI marcado con un doble asterisco, lo que significaba que era un problema extremadamente difícil, posiblemente demasiado difícil de plantear. Tras un largo debate, el jurado finalmente tuvo el valor de elegirlo como el último problema de la competición. Once estudiantes presentaron soluciones perfectas.
Entre los once estudiantes que obtuvieron la máxima puntuación por resolver este problema se encontraban Ngô Bảo Châu, Ravi Vakil, Zvezdelina Stankova y Nicușor Dan. Emanouil Atanassov (de Bulgaria) resolvió el problema en un párrafo y recibió un premio especial.

## Salto estándar de Vieta
El concepto del salto estándar de Vieta es una prueba por contradicción, y consta de los siguientes cuatro pasos:
1. Supóngase, ante una contradicción, que existe una solución (a1, a2, ...) que viola los requisitos dados.
2. Tómese la solución mínima según alguna definición de minimalidad.
3. Reemplácese ai por una variable x en las fórmulas y obténgase una ecuación para la cual ai sea una solución.
4. Utilizando las fórmulas de Vieta, se demuestra que esto implica la existencia de una solución menor, y por lo tanto, una contradicción.

Ejemplo
Problema n.° 6 en la IMO 1988: sean a y b enteros positivos tales que (ab + 1) divide a (a2 + b2). Demostrar que a2 + b2ab + 1 es un cuadrado perfecto.
1. Fíjese un valor k que sea un entero positivo no cuadrado. Supóngase que existen enteros positivos (a, b) para los que k= a2 + b2ab + 1.
2. Sean (A, B) enteros positivos para los cuales k= A2 + B2AB + 1 y tales que A + B se minimiza, y sin pérdida de generalidad, se asume que A ≥ B.
3. Fijando B, se reemplaza A por la variable x para obtener x2 – (kB)x + (B2 – k)= 0. Se sabe que una raíz de esta ecuación es x1= A. Por las propiedades estándar de las ecuaciones cuadráticas, se sabe que la otra raíz satisface x2= kB – A y x2= B2 – kA.
4. La primera expresión para x2 muestra que x2 es un entero, mientras que la segunda expresión implica que x2 ≠ 0, ya que k no es un cuadrado perfecto. De x22 + B2x2B + 1= k > 0 se deduce además que x2B > −1, y por lo tanto x2, es un entero positivo. Finalmente, A ≥ B implica que x2= B2 − kA < B2A ≤ A, por lo tanto x2 < A, y en consecuencia x2 + B < A + B, lo que contradice la minimalidad de A + B.

## Salto de Vieta con descenso constante
El método de salto de Vieta con descenso constante se utiliza cuando se desea demostrar una afirmación relativa a una constante k vinculada a la relación entre a y b. A diferencia del salto de Vieta estándar, el descenso constante no es una demostración por contradicción, y consta de los siguientes cuatro pasos:
1. Se demuestra el caso de la igualdad, de modo que se puede asumir que a > b.
2. b y k son fijos, y la expresión que relaciona a, b y k se reorganiza para formar una ecuación cuadrática con coeficientes en términos de b y k, una de cuyas raíces es a. La otra raíz, x2, se determina mediante las fórmulas de Vieta.
3. Para todos los (a, b) por encima de un caso base determinado, se demuestra que 0 < x2 < b < a y que x2 son enteros. Por lo tanto, manteniendo el mismo k, se puede sustituir (a, b) por (b, x2) y repetir este proceso hasta llegar al caso base.
4. Demostrado el enunciado para el caso base, y como k se ha mantenido constante durante este proceso, esto es suficiente para demostrar el enunciado para todos los pares ordenados.

Ejemplo
Sean a y b enteros positivos tales que ab divide a (a2 + b2 + 1). Demostrar que 3ab= a2 + b2 + 1.
1. Si a= b, a2 divide a 2a2 + 1, esto implica que a2 divide a 1, y por lo tanto, los enteros positivos a= b= 1 y 3(1)(1)= 12 + 12 + 1. Por lo tanto, sin pérdida de generalidad, supóngase que a > b.
2. Para cualquier (a, b) que satisfaga la condición dada, sea k= a2 + b2 + 1ab, que se ordena y sustituye para obtener x2 − (kb) x + (b2 + 1)= 0. Una raíz de esta ecuación cuadrática es a, por lo que, según las fórmulas de Vieta, la otra raíz puede escribirse como sigue: x2= kb − a= b2 + 1a.
3. La primera ecuación muestra que x2 es un entero y la segunda que es positivo. Como a > b y ambos son enteros, a ≥ b + 1, y por lo tanto ab ≥ b2 + b; mientras que b > 1, siempre se tiene que ab > b2 + 1 y, por lo tanto, x2= b2 + 1a < b. En consecuencia, manteniendo el mismo k, se puede reemplazar (a, b) por (b, x2) y repetir este proceso hasta llegar al caso base.
4. El caso base al que se llega es el caso en el que b= 1. Para que (a, 1) satisfaga la condición dada, a debe dividir a a2 + 2, lo que implica que a divide a 2, lo que hace que a sea 1 o 2. El primer caso se elimina porque a= b. En el segundo caso, k= a2 + b2 + 1ab= 62= 3. Como k se ha mantenido constante durante todo este proceso de salto de Vieta, esto es suficiente para demostrar que, para cualquier (a, b) que satisfaga la condición dada, k siempre será igual a 3.

## Interpretación geométrica
El salto de Vieta puede describirse en términos de puntos reticulares de una hipérbola en el primer cuadrante. El mismo proceso de búsqueda de raíces menores se utiliza para encontrar puntos reticulares inferiores en una hipérbola mientras se permanece en el primer cuadrante. El procedimiento es el siguiente:
1. A partir de la condición dada, se obtiene la ecuación de una familia de hipérbolas que no varían intercambiando x y y de modo que sean simétricas respecto a la recta y= x.
2. Demuestre la afirmación deseada para las intersecciones de las hipérbolas y la recta y= x.
3. Suponga que existe algún punto reticular (x, y) en alguna hipérbola y sin pérdida de generalidad x < y. Entonces, mediante las fórmulas de Vieta, existe un punto reticular correspondiente con la misma coordenada x en la otra rama de la hipérbola, y por reflexión a través de y= x se obtiene un nuevo punto en la rama original de la hipérbola.
4. Se demuestra que este proceso produce puntos inferiores en la misma rama y puede repetirse hasta que se cumpla alguna condición (como x= 0). Luego, al sustituir esta condición en la ecuación de la hipérbola, se demostrará la conclusión deseada.

Ejemplo
Este método se puede aplicar al problema n.° 6 de la OMI de 1988: Sean a y b enteros positivos tales que ab + 1 divide a a2 + b2. Demuestre que a2 + b2ab + 1 es un cuadrado perfecto.
1. Sea a2 + b2ab + 1= q y fije el valor de q. Si q= 1, q es un cuadrado perfecto, como se desea. Si q= 2, entonces (a-b)2= 2 y no hay solución integral a, b. Cuando q > 2, la ecuación x2 + y2 − qxy − q= 0 define una hipérbola H y (a,b) representa un punto reticular integral en H.
2. Si (x,x) es un punto reticular integral en H con x > 0, entonces (ya que q es integral) se puede ver que x= 1. La afirmación de esta proposición es entonces verdadera para el punto (x,x).
3. Ahora sea P= (x, y) un punto reticular en una rama H con x, y > 0 y x ≠ y  (ya que la observación anterior cubre el caso x= y). Por simetría, podemos asumir que x < y y que P están en la rama superior de H. Aplicando las Fórmulas de Vieta, (x, qx − y) es un punto reticular en la rama inferior de H. Sea y ′= qx − y. De la ecuación para H, se ve que 1 + x y ′  > 0. Como x > 0, se sigue que y ′ ≥ 0. Por lo tanto, el punto (x, y ′) está en el primer cuadrante. Por reflexión, el punto (y ′, x) también está en el primer cuadrante de H. Además, a partir de las fórmulas de Vieta, yy ′= x2 - q y y ′=  x2 - qy. Combinando esta ecuación con x < y, se puede demostrar que y ′ < x. El nuevo punto Q= (y ′, x) construido se encuentra entonces en el primer cuadrante, en la rama superior de H, y con coordenadas x,y menores que las del punto P inicial.

El proceso del paso anterior puede repetirse siempre que el punto Q tenga una coordenada x positiva. Sin embargo, dado que las coordenadas x de estos puntos formarán una secuencia decreciente de enteros no negativos, el proceso solo puede repetirse un número finito de veces antes de producir un punto Q= (0, y) en la rama superior de H; por sustitución, q= y2 es un cuadrado, como se requiere.